# Поєніле (Ясси)
Поєніле (рум. Poienile) — село у повіті Ясси в Румунії. Входить до складу комуни Дагица.
Село розташоване на відстані 293 км на північ від Бухареста, 36 км на південний захід від Ясс.

## Населення
За даними перепису населення 2002 року у селі проживали 260 осіб, усі — румуни. Усі жителі села рідною мовою назвали румунську.